# Gmina Ilidža
Gmina Ilidža (boś. Općina Ilidža) – gmina w Bośni i Hercegowinie, w kantonie sarajewskim. W 2013 roku liczyła 66 730 mieszkańców.